# Daemoonseth – Act II
Daemoonseth - Act II – drugi album studyjny polskiej grupy blackmetalowej Christ Agony. Wydawnictwo ukazało się w 1994 roku nakładem wytwórni muzycznych Carange Records i Adipocere Records. Nagrania zostały zarejestrowane w Modern Sound Studio w Gdyni pomiędzy 20 czerwca, 5 lipca 1994 roku. W 2000 roku wytwórnia Pagan Records wydała Daemoonseth - Act II na dwupłytowym wydawnictwie wraz z debiutem Christ Agony pt. Unholyunion.

## Lista utworów
Opracowano na podstawie materiału źródłowego.
| Nr | Tytuł utworu                            | Autorzy           | Długość |
| -- | --------------------------------------- | ----------------- | ------- |
| 1. | „Introit Moon”                          | Cezar, Ash, Żurek | 01:24   |
| 2. | „Urtica Diaoica Cultha”                 | Cezar, Ash, Żurek | 12:47   |
| 3. | „Athyrium Typha Luciferi”               | Cezar, Ash, Żurek | 11:08   |
| 4. | „Diaboli Necronasti”                    | Cezar, Ash, Żurek | 05:50   |
| 5. | „Sacronocturn”                          | Cezar, Ash, Żurek | 09:25   |
| 6. | „Abasatha Pagan (Prophetical Part III)” | Cezar, Ash, Żurek | 06:20   |
|    |                                         |                   | 46:54   |

## Twórcy
Opracowano na podstawie materiału źródłowego.
- Cezary "Cezar" Augustynowicz – gitara prowadząca, wokal prowadzący
- Andrzej "Ash" Get – gitara basowa, wokal wspierający
- Adam "Żurek" Żuromski – perkusja
- Tomasz Bonarowski – instrumenty klawiszowe, inżynieria dźwięku, miksowanie
- Krzysztof Lutostański – okładka, oprawa graficzna